# Análisis modal (mineralogía)
El análisis modal o moda es un método para conocer la composición volumétrica de los compuestos que se aglutinan formando las rocas, y por extensión otros compuestos, incluso artificiales como el hormigón (concreto).

## Métodos empleados
Hay diferentes métodos, que se exponen a continuación.
- Método de Rosiwal
- Método de puntos
- Método de trituración

- Datos: Q5700727